# Soma Morgenstern
Pour les articles homonymes, voir Morgenstern.
Soma Morgenstern (né le 3 mai 1890 à Boudaniv, en Galicie orientale, mort le 17 avril 1976 à New York), plus exactement Salomo Morgenstern, est un écrivain juif de langue allemande, un journaliste et un témoin de l'époque de l'Empire austro-hongrois. Il a notamment été l'ami de Joseph Roth, Stefan Zweig et Alban Berg.

## Biographie
Issu d'une famille juive hassidique, Soma Morgenstern a passé son enfance dans différents villages de Galicie. Sous l'influence de son père, la religion a tenu une place importante dans son éducation, de même que les langues. Enfant, il parle ukrainien et yiddish, étudie l'hébreu ancien pour comprendre les textes religieux, fréquente des écoles tantôt ukrainiennes, tantôt polonaises, où il apprend également l'allemand. C'est en allemand qu'il écrira plus tard ses textes et ouvrages.
Il effectue ses études secondaires à Ternopil où il s'éloigne de la religion et, en 1912, part pour Vienne pour entreprendre des études de droit. Elles seront interrompues par son appel sous les drapeaux pendant la Première Guerre mondiale et il ne les achèvera qu'en 1921.
Il sera ensuite journaliste, et en particulier critique musical et correspondant à Vienne pour la Frankfurter Zeitung. Il y évolue dans les cercles intellectuels de l'époque et fréquente notamment le compositeur Alban Berg et les écrivains Joseph Roth et Robert Musil. C'est au début des années trente qu'il entreprend sa trilogie Étincelles dans l'abîme qu'il n'achèvera qu'après son exil aux États-Unis, au début des années 1940. Publiée aux États-Unis en traduction anglaise, la version originale en allemand ne sera éditée intégralement qu'en 1994.
Fuyant le nazisme, Morgenstern se réfugie à Paris en mars 1938, où il habite, comme Joseph Roth, à l'Hôtel de la Poste, 18 rue de Tournon, dans le 6e arrondissement de Paris. Il fera plus tard le récit de son amitié avec Roth dans Fuite et fin de Joseph Roth.
Lors de l'invasion de la France par les troupes allemandes, il est arrêté, le 22 mai 1940, et transporté au Stade Buffalo, interné à Montargis, puis déporté en train de marchandises et en bus à Audierne en Bretagne avec 600 autres Allemands et Autrichiens. Sur ce camp, on dispose aussi des témoignages de Leo Lania (en), Leonhard Frank, Balder Olden et Arthur Rosenberg. 
Après l'armistice, il parvient à s'enfuir et à rejoindre Toulouse, le 27 juillet 1940, où il obtient un passeport au consulat polonais. Le lendemain, il part pour Marseille. Avec l'aide de Varian Fry, il réussit à obtenir mi-octobre un visa américain mais pas de visa de sortie avant janvier 1941. Le 18 février 1941 il atteint Casablanca et fin mars Lisbonne. Il atterrit le 15 avril à New York. Il y restera jusqu'à sa mort en 1976.
Son fils, Dan Morgenstern, est un spécialiste de la musique de Jazz et dirige l'Institut d'études jazzistiques de la Rutgers University.

## Œuvres principales
- Errance en France  (trad. de l'allemand), Paris, Liana Levi, 2002, 413 p. (ISBN 978-2-86746-309-9 et 2-86746-309-2)
- Étincelles dans l'abîme
  - Le Fils du fils prodigue (Étincelles dans l'abîme, tome I), éditeur Liana Levi,
  - Idylle en exil (Étincelles dans l'abîme, tome II), éditeur Liana Levi,
  - Le Testament du fils prodigue (Étincelles dans l'abîme, tome III), éditeur Liana Levi,
- Fuite et fin de Joseph Roth  (trad. de l'allemand par Denis Authier), Liana Levi, 366 p. (ISBN 978-2-86746-320-4 et 2-86746-320-3).

## Littérature critique
- (de) Jacques Lajarrige (dir.), Soma Morgenstern - Von Galizien ins amerikanische Exil / Soma Morgenstern - De la Galicie à l'exil américain, Berlin, Frank und Timme, 2014 (coll. Forum: Österreich, vol. 1).